# Nowy Świat (Kraków)

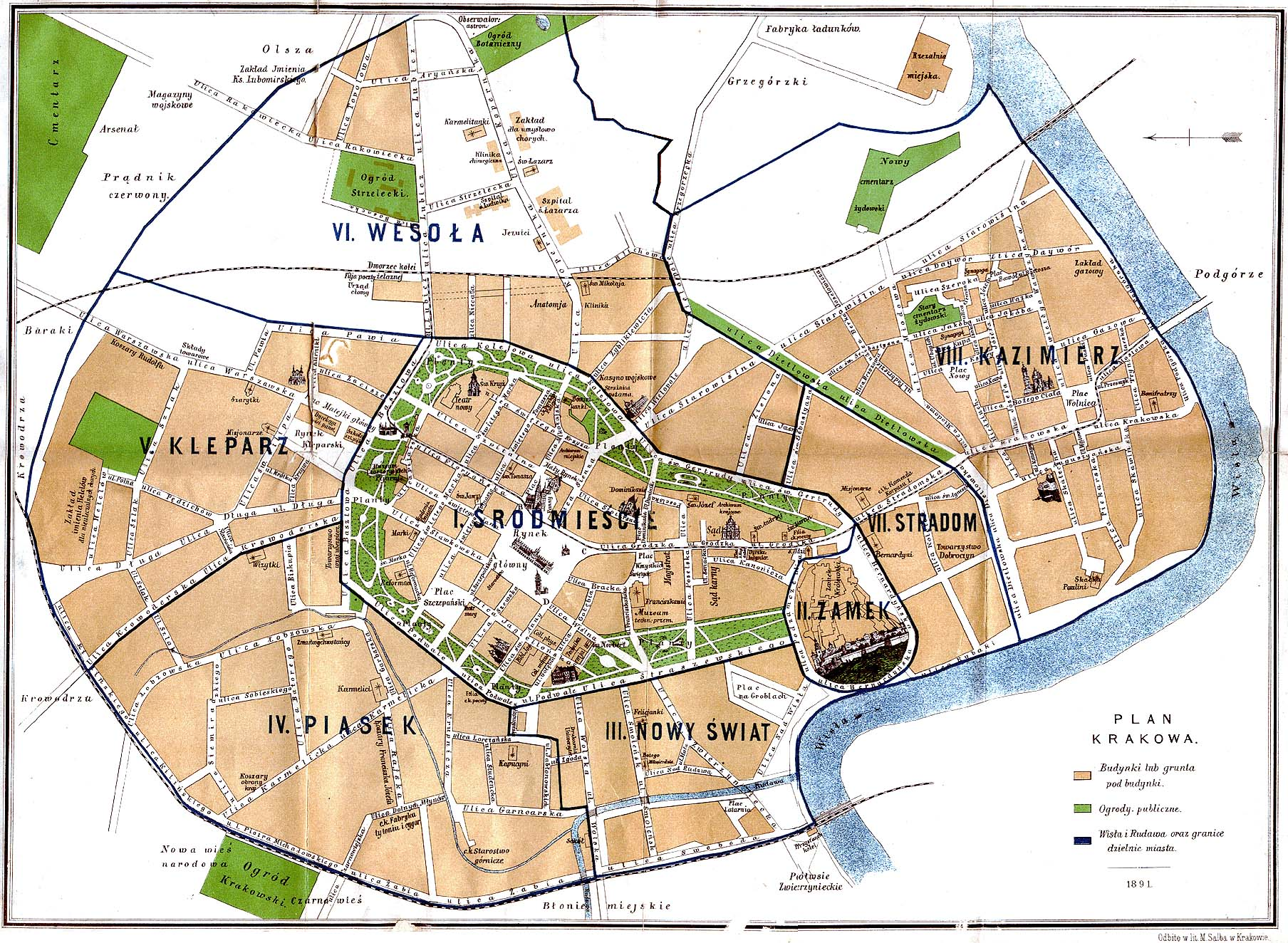
Historische Stadtbezirke (1891)

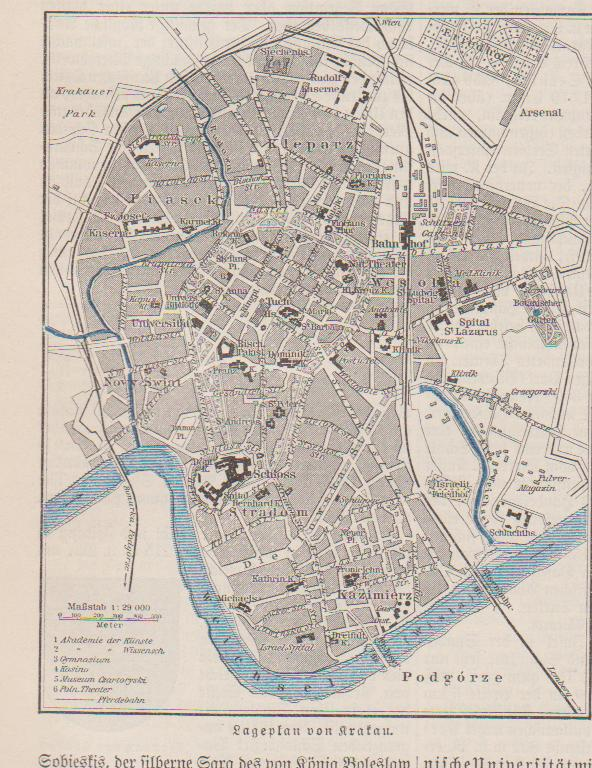
Deutschsprachige Karte der Stadt aus 1896

Nowy Świat (übersetzt Neue Welt, früher auch Smoleńsko genannt) ist ein Stadtteil der Großstadt Krakau in Polen und gehört seit 1990 zum Dzielnica I Stare Miasto (deutsch Stadtbezirk 1 Altstadt). Nowy Świat war von 1859 bis 1951 der dritte Stadtbezirk. Als 1973 die kleinteilige Stadtgliederung aufgelöst wurde, kam er bis 1990 zum Stadtbezirk Śródmieście (Innenstadt).

## Lage
Nowy Świat grenzt im Osten an die „Planty“. Diese bezeichnen Parkanlagen, die auf dem Gebiet der niedergelegten Stadtbefestigungen entstanden. Im Nordosten liegt der älteste Stadtteil Krakaus, im Osten Okół, die beide die Altstadt von Krakau bilden. Der Stadtteil Nowy Świat grenzt im Südwesten an die Weichsel und im Südosten an den Burgberg Wawel, der seit 1859 als „II. Zamek“  (Schloss) bzw. „II. Wawel“ einen eigenen Stadtbezirk darstellte. Im Norden liegt der ehemalige vierte Bezirk Piasek (ursprünglich Garbary).

## Geschichte

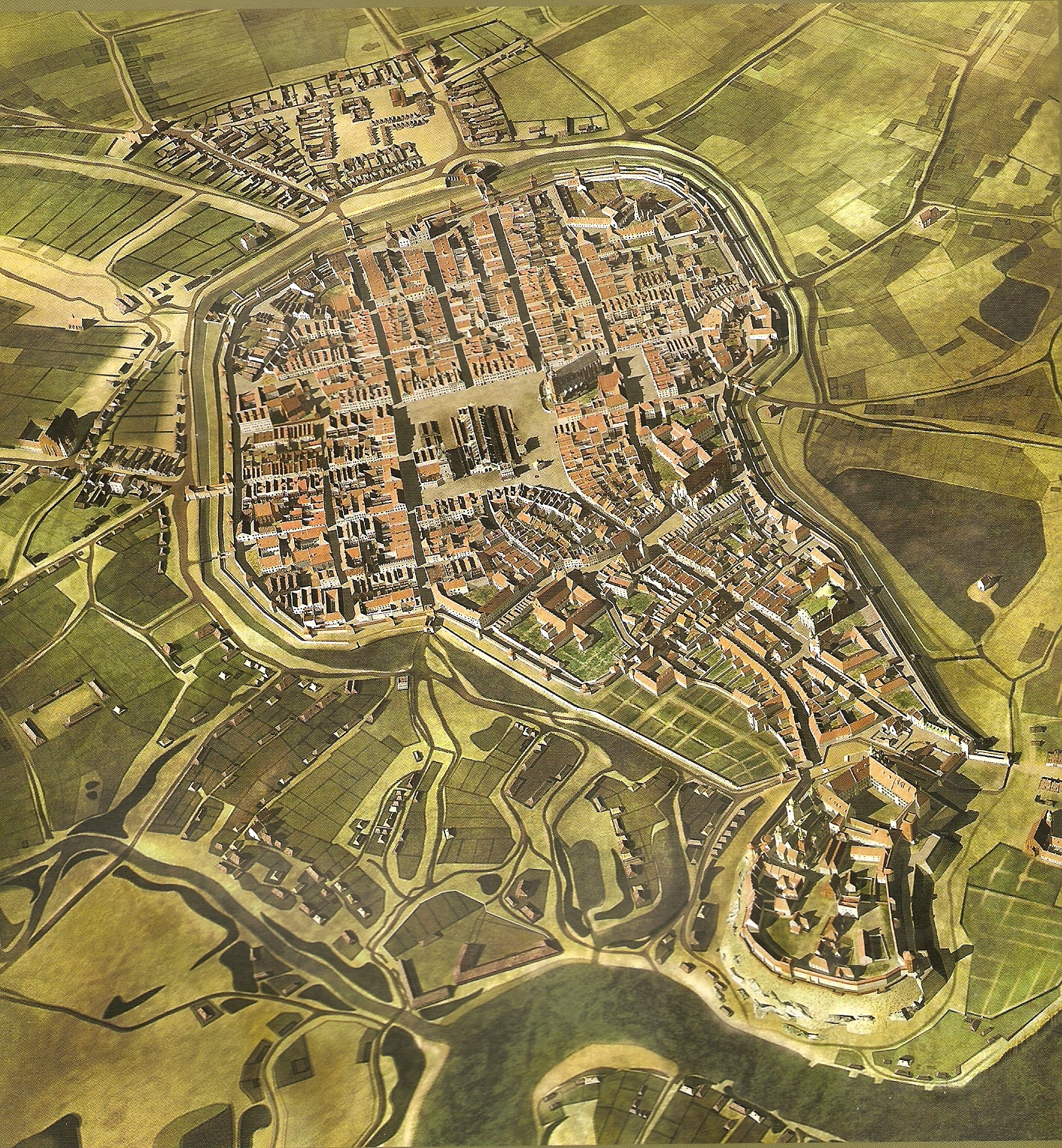
Nowy Świat (unten in der Mitte) vor den Stadtmauern in der Mitte des 17. Jahrhunderts

1542 wurde der Gutshof Smoleńsk in Ferali (Zwierzyniec) unter dem Krakauer Schloss im Besitz der Familie Myszkowski erwähnt. Daneben entstanden einige Gebäude, die sich zur gleichnamigen Jurydyka entwickelten. Später wurden Smoleńsk Wielkorządowy und Smoleńsk Duchowny (Bożego Miłosierdzia) unterschieden.
1792 wurden sie nach Krakau eingemeindet und ab 1800 wurden mit Garbary bzw. Piasek und Czarna Wieś zum Dzielnica III. Zu dieser Zeit verdrängte der Name Nowy Świat den altslawischen Namen Smoleńsk. Die Smoleńsk-Straße erhielt jedoch 1881 ihren Namen.
Der Stadtbezirk hatte am 31. Dezember 1880 und bei der Volkszählung von 1900 Einwohnerzahlen von 2323 bzw. 5210 Personen.
Das Gebiet gehört seit 1978 zur Pufferzone des angrenzenden UNESCO-Welterbes „Historisches Zentrum von Krakau“ und wurde am 9. Juni 2015 als urbanes Ensemble „Układ urbanistyczny oraz zespół zabudowy dawnej III dzielnicy katastralnej miasta Krakowa – Nowy Świat“ in die nationale Denkmalliste der Woiwodschaft Kleinpolen eingetragen.

## Baudenkmale (Auswahl)
Der Stadtteil ist Teil eines Gebiets, das als historischer Stadtkomplex (historyczny zespół miasta) am 16. September 1994 durch präsidiale Verordnung von Lech Wałęsa zum Geschichtsdenkmal (Pomnik historii) erklärt wurde.
- Barmherzigkeitskirche (Barock)
- Herz-Jesu-Kirche (Jugendstil)
- Herz-Mariä-Kirche (Neugotik)